# Molino de Vellosillo
El molino de Vellosillo es un antiguo molino hidráulico ubicado en la villa segoviana de Cuéllar (España). 
Fue construido en el siglo XVII y formó parte del grupo de molinos que la villa y su Comunidad de Villa y Tierra utilizó durante siglos para la molienda del cereal.
Está situado en un camino que sale a la derecha de la carretera de Arroyo de Cuéllar a Cuéllar, a mano derecha, antes de llegar al río Cega. Dejó de funcionar en los años 1970, y en la actualidad se halla en estado de ruina, aunque permite apreciarse las diferentes instalaciones de que se compone; es de propiedad privada.